# Симон III (Саарбрюкен)
Симон III (на немски: Simon III von Saarbrücken, † 1235/1240) от род Валрамиди е граф на Саарбрюкен от 1207 до 1235/1240 г.

## Биография
Той е син на граф Симон II († сл. 1207) и на съпругата му Лиутгард фон Лайнинген († сл. 1239), дъщеря на Емих III, граф на Лайнинген.
Симон III наследява от баща си през 1207 г. Графство Саарбрюкен, а по-малкият му брат Фридрих († 1237), наследява през 1212 г. Графство Лайнинген. Третият му брат Хайнрих II († 1234) е от 1217 г. епископ на Вормс.
Симон III подкрепя Хоенщауфените. През 1215 г. той присъства при короноването на Фридрих II в Аахен. След това той е към тясната свита на Фридрих. През 1216 г. се задължава да участва в петия кръстоносен поход, в който участва от 1217 до 1219 г., особено при обсадата на Дамиета.
След смъртта на синът му Дитрих, той сключва през 1227 г. договор с епископа на Мец Йохан от Апремон, който осигурява женското наследяване в Графство Саарбрюкен.

## Фамилия
Симон III се жени за Лаурета, дъщеря на херцог Фридрих II от Лотарингия († 1213) от фамилията Дом Шатеноа и Агнес от Бар († 1226). Техните деца са:
- Дитрих († пр. 12 май 1227), ∞ Йохана от Апремонт († сл. 1227)
- Лаурета († сл. 13 ноември 1270), ∞ I. Готфрид II от Апремонт († 1250), ∞ II. Дитрих Луф I от Клеве († 1277)
- Матилда († 1276), ∞ I. Симон II, господар на Комерси († 1247/48), ∞ II. Амадей, господар на Монфокон († 1280)
- Йохана († пр. 1286), ∞ (пр. 1235) Симон V, господар на Клефмонт-ен-Басини († 1280)
- Елизабет († сл. 1271), ∞ граф Хуго III фон Лютцелщайн († 1280)